# Вале-де-Теляш
Вале-де-Теляш (порт. Vale de Telhas; МФА: [ˈva.ɫɨ dɨ ˈtɐ.ʎɐʃ]) — парафія в Португалії, у муніципалітеті Мірандела. Розташована в північно-східній частині країни, на теренах історичної португальської провінції Трансмонтана. Входить до складу округу Браганса. За адміністративним поділом, чинним до 1976 року, терени парафії були складовою провінції Трансмонтана і Верхнє Дору. Належить до Брагансько-Мірандської діоцезії Католицької церкви. Патрон — святий Ільдефонс. Площа — 15,1680 км². Населення — 283 ос. (2011). Слабо урбанізований регіон. Густота населення — 18,66 осіб/км²
. Код — 040734.

## Населення
| Кількість мешканців | Кількість мешканців | Кількість мешканців | Кількість мешканців | Кількість мешканців | Кількість мешканців | Кількість мешканців | Кількість мешканців | Кількість мешканців | Кількість мешканців | Кількість мешканців | Кількість мешканців | Кількість мешканців | Кількість мешканців | Кількість мешканців |
| ------------------- | ------------------- | ------------------- | ------------------- | ------------------- | ------------------- | ------------------- | ------------------- | ------------------- | ------------------- | ------------------- | ------------------- | ------------------- | ------------------- | ------------------- |
| 1864                | 1878                | 1890                | 1900                | 1911                | 1920                | 1930                | 1940                | 1950                | 1960                | 1970                | 1981                | 1991                | 2001                | 2011                |
| 361                 | 393                 | 411                 | 471                 | 473                 | 366                 | 539                 | 499                 | 593                 | 552                 | 405                 | 421                 | 320                 | 364                 | 283                 |